# Самоконтроль при сахарном диабете

«Объединимся против диабета» — Символ, утверждённый ООН для обозначения сахарного диабета.

Са́моконтро́ль при са́харном диабе́те — система мероприятий, направленных на поддержание концентрации глюкозы в крови в пределах, приближающихся к физиологическим значениям.
Диабето́логи всего мира считают обучение лиц с сахарным диабетом краеугольным камнем в достижении максимальной эффективности лечебного процесса. В настоящее время санитарно-просветительная работа с пациентами (или членами их семей) и самоконтроль за собственным здоровьем являются общепризнанными в отношении многих хронических заболеваний. Эксперты ВОЗ считают, что сахарный диабет — хорошая модель, на примере которой можно разработать основные принципы санитарно-просветительной работы, пригодные при любом хроническом заболевании.

## Историческая справка
Идея обучения пациентов с хроническими заболеваниями сама по себе не нова́. Во все времена находились энтузиасты, которые считали своей обязанностью не только лечить, но и учить пациента принципам лечения и правилам поведения в различных жизненных ситуациях. Впервые необходимость обучения лиц с сахарным диабетом самоконтролю течения заболевания в домашних условиях сформулировал в 1922 году американский эндокринолог Эллиот Джослин, указав на необходимость ежедневной самооценки состояния углеводного обмена:
- «В настоящее время использовать инсулин без ежедневных анализов мочи — неблагоразумно»;
- «Нехватка обучения так же опасна, как нехватка инсулина».

Джослин в 1924 году предложил схему изменения мест введения инсулина и даже указал на отличия в кинетике его всасывания из различных участков тела. Одним из первых правил инсулинотерапии Джослин считал адаптацию дозы вводимого инсулина концентрации глюкозы в моче, определяемой несколько раз в сутки — перед каждой инъекцией пациенты определяли содержание глюкозы в моче и, на основании полученных результатов, рассчитывали необходимую дозу инсулина.
Джослин важную роль в обучении пациентов ежедневному самоконтролю обмена веществ (решающей предпосылке эффективности лечения) отводил медицинской сестре. В 1924 году Джослин писал: «Диабет — болезнь преимущественно для сестёр».
В 1925 году Джослин организовал курсы обучения пациентов, где на протяжении четырёх дней они обучались самому существенному для согласования инсулинотерапии, питания и физической активности — самому необходимому для успешного продолжения лечения в домашних условиях.

## Цель обучения
Основная цель обучения — дать пациенту знания, позволяющие в любой обстановке действовать самостоятельно, обходиться без помощи врача, помогающие осознать необходимость изменения образа жизни, выработать жизненный уклад, при котором все необходимые лечебные мероприятия заранее планируются, включаются в распорядок дня и воспринимаются как необходимое и обычное явление [Jorgens V. et al., 1983]. Следует стремиться к тому, чтобы после обучения пациент (или члены его семьи) стали воспринимать недуг как неизбежное неудобство, которое надо научиться преодолевать, чтобы жить полноценной активной жизнью. Члены семьи пациента должны поддерживать это стремление и тоже должны научиться жить без постоянного страха и чувства безысходности.

## Психологическая поддержка
Лица с недавно начавшимся инсулинозависимым сахарным диабетом и их родственники нуждаются в психологической поддержке. Пациент и его близкие должны привыкнуть к мысли о болезни и осознавать неизбежность и необходимость борьбы с ней. В США с этой целью организуются специальные группы взаимопомощи.

## Методология преподавания
Обучать пациентов разного возраста и интеллектуального уровня одним и тем же вопросам — задача очень сложная. Врачу не отведено времени на преподавание, ибо существующая система медицинской помощи не ориентирована на обучение пациентов и далеко не каждый врач обладает качествами педагога (имеет педагогические навыки). В настоящее время превалирует устоявшийся стереотип, когда врач диктует пациенту назначения, не обсуждая их. Таким образом, традиционная форма обучения, когда обучаемый только слушает (лишь потребляет предлагаемую информацию) малоэффективна.
Приступая к обучению врач должен научиться мотивировать пациента, вызвать желание обучаться. Следует убедить пациента (или его родственников), что в процессе обучения он научится выполнять конкретные практические действия — приобретёт навыки, которые позволят ему достичь лучшего самочувствия и бо́льшей независимости. Для этого целесообразно каждому, с учётом возраста и желаний, сформулировать индивидуальные цели и задачи обучения: для одних целью окажется повышение уровня знаний и приобретение в этой связи свободы (отсутствие жёсткой привязанности к дому и врачу), для других — возможность заниматься спортом, любимым делом и так далее. Разумеется, цель обучения не должна быть выше возможностей и способностей пациента, а должна быть вполне реальной, достижимой. Только индивидуальный подход к определению целей и задач обучения значительно повышает интерес пациента к обучению и существенно улучшает его результат. Вера врача и пациента в важность обучения и возможность позитивных изменений у обучаемого приводит к взаимному доверию и активному сотрудничеству, повышает эффективность обучения [Ruffino G., Assal J., 1983].
В школах самоконтроля предлагается новая методика обучения, ориентированная на определённую проблему и на активное участие в этом процессе самого обучаемого — метод проблемно-целевого обучения. Усвоение знаний и конкретных навыков, помогающих пациенту адаптироваться (приспособиться) к заболеванию при таком методе обучения значительно повышается [Ludvigsson J. et al., 1983].
Немаловажный элемент проблемно-целевого обучения — учебный план и программа, которые составляются для каждой группы в зависимости от поставленных целей и задач. Возможно и наоборот: под определённый учебный план и программу, составленные с заранее сформулированной целью и задачами, подбирается группа пациентов, нуждающихся именно в этом варианте обучения. Преимущества проблемно-целевого характера обучения в проведении практических занятий с решением ситуационных задач («деловые игры»), позволяющих пациенту активно включиться в процесс обучения. Важный элемент проблемно-целевого обучения — контроль качества усвоения материала: знаний и приобретенных навыков. Исключено применение контрольных традиционных вопросов (билетов), ибо они не в состоянии выявить полученные навыки и степень их усвоения. Современный уровень обучения требует моделировать различные жизненные ситуации, то есть контролировать качество усвоения материала путём решения ситуационных задач (например, «обеденный стол» — обучаемые должны выбрать из предлагаемого меню те блю́да, набор которых обеспечит необходимое количество калорий, белков, жиров и углеводов, полагающийся на каждый приём пищи).

## Обучение пациентов — основа лечения сахарного диабета

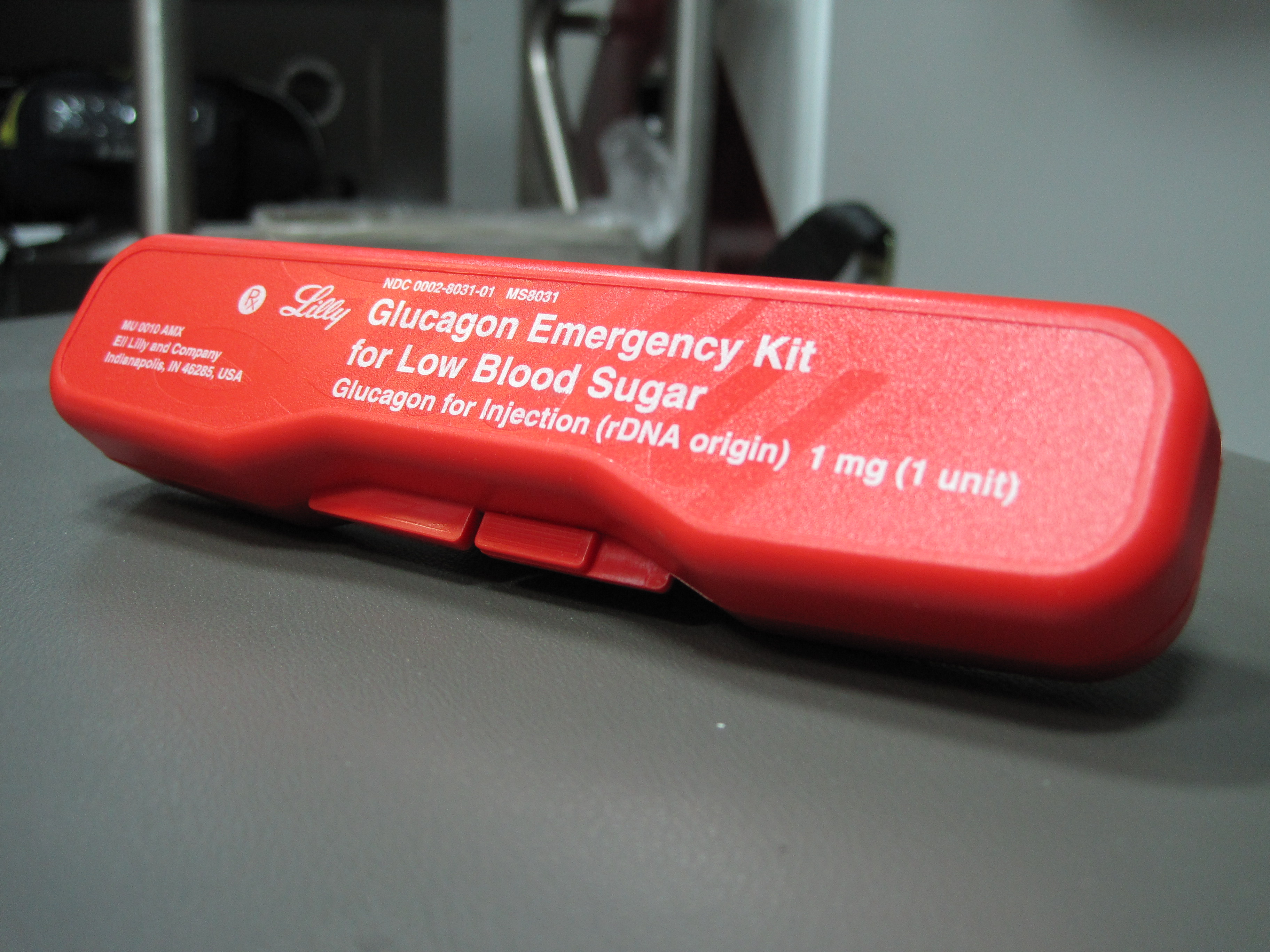
Укладка для купирования тяжёлой гипогликемии.

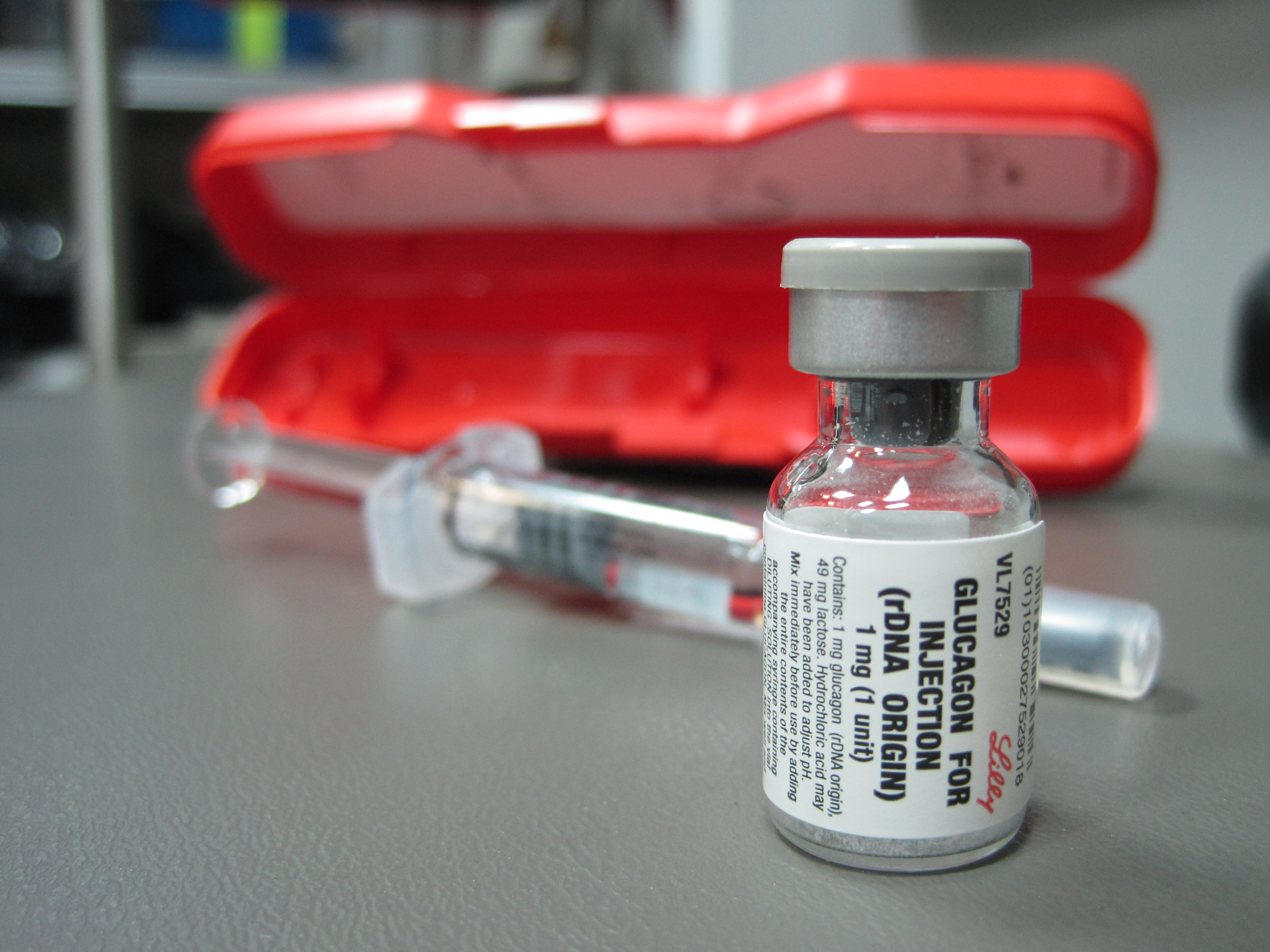
Глюкагон для инъекций.

Врач в доступной форме разъясняет пациенту и/или членам его семьи характер проводимых лечебных мероприятий, даёт информацию о признаках гипогликемии и её лечении ещё до начала инсулинотерапии. Обучение означает не просто информирование лиц с сахарным диабетом о побочных явлениях назначенного лечения, оно подразумевает достижение осведомлённости обо всех аспектах терапии собственного заболевания и умение самостоятельно вносить поправки в детали лечения в зависимости от конкретной реальной ситуации. С этой целью внедрена программа обучения, составленная по всем правилам педагогики, которая в доступной форме помогает успешно овладеть принципами самостоятельного лечения. Программы обучения при сахарном диабете 1 типа и сахарном диабете 2 типа сильно отличаются друг от друга — совместное обучение лиц с разными типами диабета в одной учебной группе недопустимо. Наиболее эффективна групповая форма обучения (группы по 7…10 человек), продолжительность обучения по систематизированному плану не менее 15 часов. Индивидуально обучают чаще детей, взрослых пациентов с впервые выявленным сахарным диабетом (первичное обучение) и беременных.
Обязанность врача научить пациента самостоятельно действовать в любой обстановке. Основные вопросы, которые необходимо обсудить с пациентом и/или членами его семьи:
- Самостоятельный контроль уровня глюкозы в крови.
- Коррекция дозы инсулинотерапии.
- Планирование питания.
- Допустимые физические нагрузки.
- Распознавание, предупреждение и лечение гипогликемии.
- Коррекция лечения при сопутствующих заболеваниях.

### План занятий для лиц с сахарным диабетом, получающих инсулинотерапию
Обучение ведут специально подготовленные врачи. Все мероприятия проводятся в рамках 5—10-дневного пребывания пациента в стационаре (лицам с сахарным диабетом без требующих лечения осложнений и при отсутствии сопутствующих заболеваний нет необходимости находится в эндокринологическом отделении дольше этого срока).
| Почасовой план программы интенсивного обучения лиц с сахарным диабетом 1 типа ЭНЦ РАМН | Почасовой план программы интенсивного обучения лиц с сахарным диабетом 1 типа ЭНЦ РАМН | Почасовой план программы интенсивного обучения лиц с сахарным диабетом 1 типа ЭНЦ РАМН | Почасовой план программы интенсивного обучения лиц с сахарным диабетом 1 типа ЭНЦ РАМН | Почасовой план программы интенсивного обучения лиц с сахарным диабетом 1 типа ЭНЦ РАМН |
| -------------------------------------------------------------------------------------- | -------------------------------------------------------------------------------------- | -------------------------------------------------------------------------------------- | -------------------------------------------------------------------------------------- | -------------------------------------------------------------------------------------- |
| Понедельник                                                                            | Вторник                                                                                | Среда                                                                                  | Четверг                                                                                | Пятница                                                                                |
| 8:30 Измерение уровня глюкозы в крови                                                  |                                                                                        |                                                                                        |                                                                                        |                                                                                        |
| 10:15—13:30 Знакомство. Что такое диабет?                                              | 10:15—13:30 Питание                                                                    | 10:15—12:00 Гипогликемия. Алкоголь. Сахарозаменители.                                  | 10:15—12:00 Диабет и физическая нагрузка.                                              | 10:00—10:45 Диабет и беременность.                                                     |
|                                                                                        |                                                                                        | 12:30—13:30 Уменьшение дозы инсулина.                                                  | 12:30—13:30 Повыше-ние дозы инсулина.                                                  | 10:45—12:00 Контроль знаний.                                                           |
| 13:30 Измерение уровня глюкозы в крови                                                 |                                                                                        |                                                                                        |                                                                                        |                                                                                        |
| 15:00—17:00 Самоконтроль обмена веществ.                                               | 15:00—18:00 Инсулин: виды, действие, схемы, техника введения                           | 15:00—17:00 Осложнения диабета: глаза, почки, ноги.                                    | 15:00—16:15 Что делать при заболеваниях?                                               | Обсуждение.                                                                            |
|                                                                                        |                                                                                        |                                                                                        | 16:20—17:00 Избыточный вес и калории.                                                  |                                                                                        |
| 17:00 Измерение уровня глюкозы в крови                                                 |                                                                                        |                                                                                        |                                                                                        |                                                                                        |

## Школа больного сахарным диабетом
После выписки из стационара пациент остаётся один на один со своим недугом — здесь возникает великое множество вопросов (как говорит поговорка: «гладко было на бумаге…»). Для продолжения обучения лиц с диабетом, получивших пятидневный курс обучения в условиях стационара, создана «Школа больного сахарным диабетом». 

### Учебный план[1]

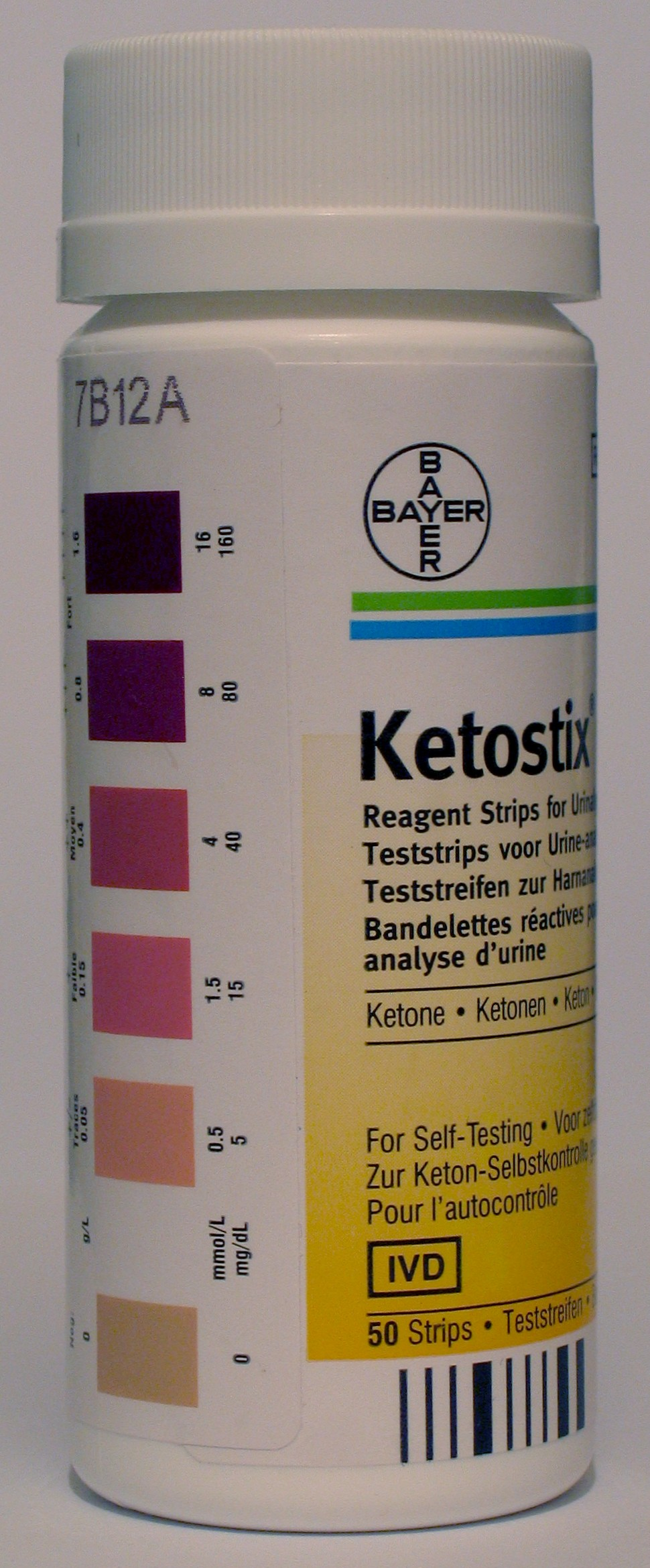
Пенал с тест-полосками для определения ацетонурии.

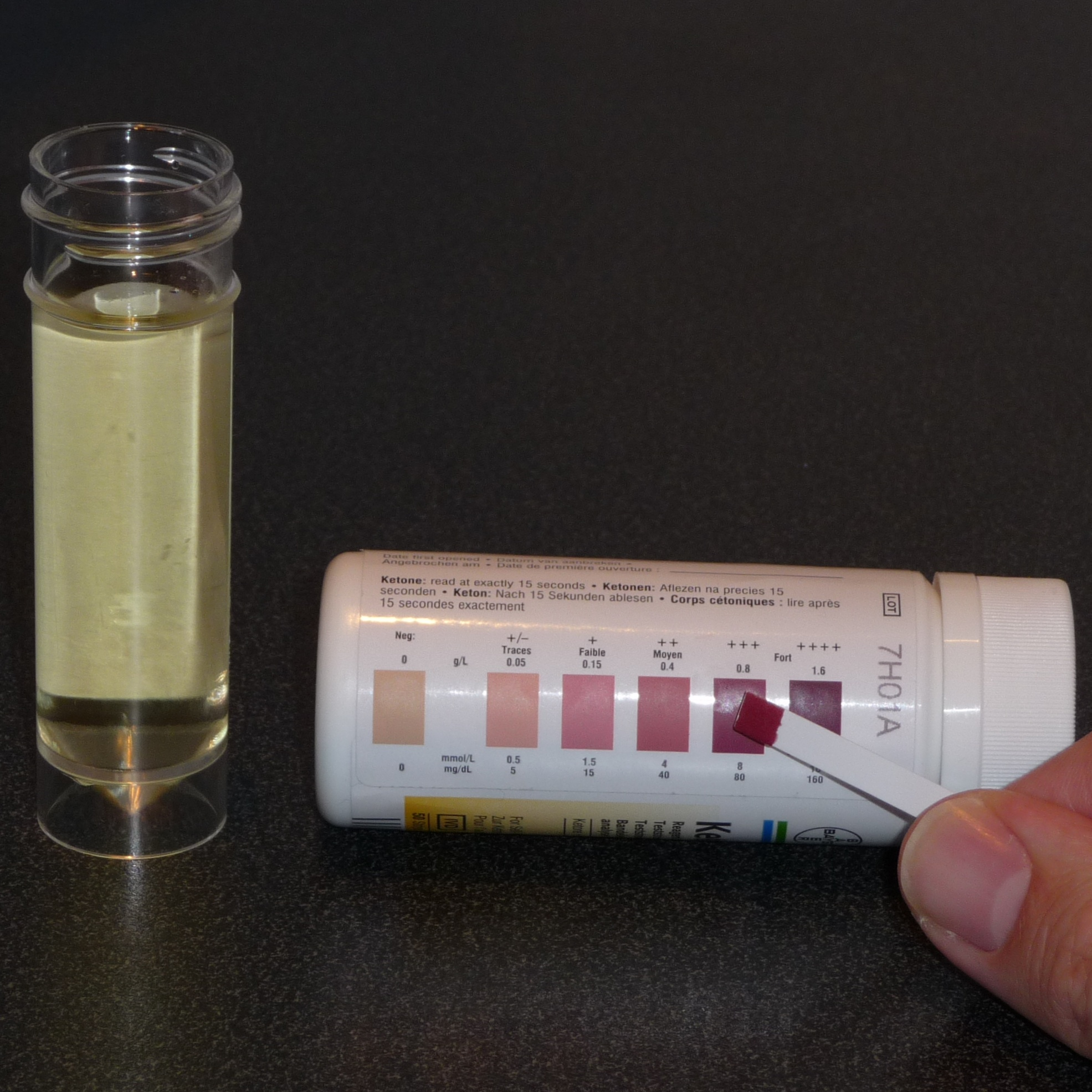
Определение наличия ацетона в моче тест-полосками.

1. Проблема: «Самоконтроль при сахарном диабете».
2. Контингент: дети, подростки с сахарным диабетом 1 типа и члены их семей, прошедшие обучение в стационаре.
3. Цель обучения: научить пациента и/или членов семьи самостоятельно контролировать течение заболевания, правильно интерпретировать данные самоконтроля и в зависимости от полученных данных самостоятельно (в пределах, допустимых врачом) менять лечебный план.
4. Продолжительность обучения: 30 ч (10 занятий).
5. Вид обучения: групповой, для детей (членов их семей) — индивидуальный.
6. Условия проведения обучения: схема — 45 мин. лекция (беседа для всех обучающихся) и 2×45 мин — практические занятия в группах (не более пяти человек в группе). Во время практических занятий отрабатываются варианты лечебных мероприятий (поведение пациента) в различных жизненных условиях, смоделированных преподавателем в рамках темы занятий.
7. По окончании обучения пациент должен знать:
  1. механизм действия инсулина;
  2. патогенез симптомов сахарного диабета;
  3. патогенез и профилактику неотложных состояний и сосудистых осложнений диабета, критерии компенсации углеводного обмена;
  4. роль инсулино-, диетотерапии и физических нагрузок в компенсации болезни;
  5. осложнения терапии сахарного диабета.
8. По окончании обучения пациенты (члены семьи) должны уметь:
  1. контролировать гликемию, глюкозурию, ацетонурию в домашних условиях, правильно интерпретировать полученные данные;
  2. правильно оценивать собственные ощущения и самочувствие (своевременно выявлять симптомы гипогликемии, в том числе так называемые скрытые и самые ранние клинические признаки декомпенсации болезни);
  3. планировать питание (составлять меню, подсчитывать калорийность и сахарную ценность пищи, пользоваться таблицей замены продуктов). Самостоятельно корригировать диету при изменении уровня гликемии и самочувствия, в условиях изменившейся жизненной ситуации (изменение объёма физической нагрузки, на фоне стрессовых ситуаций, интеркуррентного заболевания);
  4. контролировать адекватность инсулинотерапии (корригировать режим инсулинотерапии — уменьшать или увеличивать дозу инсулина, вводить дополнительные «подколки» инсулина, переносить время инъекции) в зависимости от показателей гликемии (изменение уровня физической нагрузки, эмоциональный стресс, заболевание);
  5. предупредить развитие декомпенсации болезни (самостоятельно изменять тактику лечебных мероприятий при неожиданых изменениях ситуации:
    - при необходимости задержаться в школе, на работе;
    - при необходимости выполнения незапланированной физической нагрузки;
    - при невозможности выполнения запланированной физической нагрузки;
    - при присоединении интеркуррентного заболевания до консультации с врачом;
    - при запланированных изменениях ситуации (на отдыхе, в гостях, в длительных поездках).

  6. предупреждать развитие синдрома хронической передозировки инсулина:
    - правильно оценивать данные гликемии, то есть выявлять постгипогликемическую гипергликемию;
    - правильно оценивать причины декомпенсации сахарного диабета (нарушение режима питания, двигительного режима) и своевременно устранять их, не повышая по возможности дозу инсулина;
    - в случае необходимости повышения дозы инсулина (стрессовая ситуация) своевременно, по ликвидации причины декомпенсации, возвратиться к прежней дозе.

  7. члены семьи пациента должны уметь оказать первую помощь при неотложных ситуациях: гипогликемии, кетоацидозе, коматозном состоянии.
9. Контроль знаний и навыков: в конце каждого занятия проводят контроль (путём решения каждым пациентом ситуационных задач), на протяжении цикла и по окончании обучения — контрольные занятия.
10. Демонстрационный материал: набор схем, меню, картотека блюд, таблицы замены продуктов, банк ситуационных задач.

### Расписание занятий[1]

#### Диетотерапия сахарного диабета
Диетотерапия — наиболее важный фактор в достижении стойкой компенсации болезни, а в доинсулиновую эру — единственный способ продлить жизнь пациенту с ИЗСД.

#### Инсулинотерапия
Инсулинотерапия при сахарном диабете является заместительной гормональной терапией. При любом типе сахарного диабета непременным условием эффективности заместительной терапии вводимыми извне препаратами инсулина служит адекватность уровня вводимого экзогенно (извне) гормонального препарата дефициту эндогенного (собственного) гормона.

#### Дозированная физическая нагрузка
Физические упражнения требуют значительных энергетических затрат. В состоянии покоя мышечная ткань удовлетворяет свои энергетические потребности за счёт сгорания свободных жирных кислот. На фоне физических нагрузок режим расходования энергетического материала перестраивается:
- первые 5…10 минут мышцы расходуют в качестве энергетического материала собственный гликоген;
- более длительная физическая нагрузка перестраивает энергетический обмен — при достаточных запасах местного гликогена мышца начинает черпать энергию, абсорбируя из кровяного русла глюкозу (первые 30…40 минут), если нагрузка продолжается дольше — глюкозу и свободные жирные кислоты.[1] Через 3…4 часа работы энергетические затраты покрываются в основном сгоранием свободных жирных кислот [Wahren J., 1980].

#### Самоконтроль степени компенсации углеводного обмена в домашних условиях

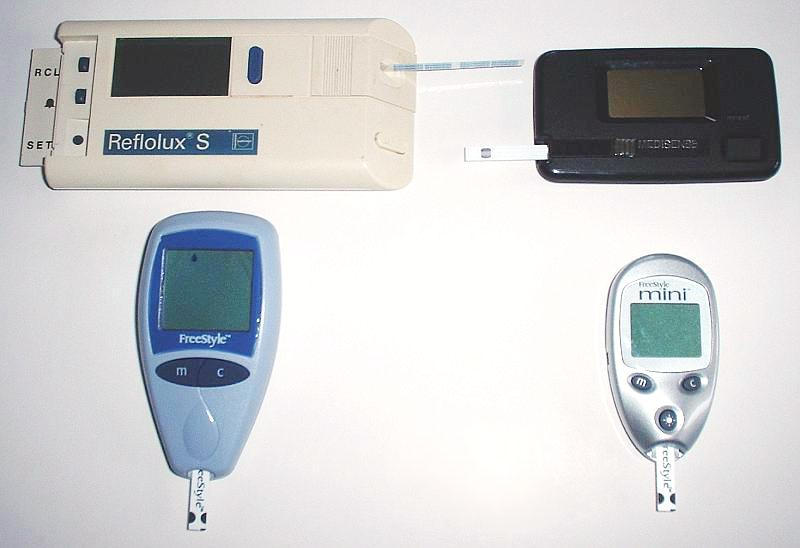
Эволюция портативных экспресс-анализаторов уровня глюкозы в крови (глюкометров) 1993 — 2005 гг. Измерение проводится с помощью тест-полосок и цветовой шкалы. Изначально время теста достигало двух минут. Современные приборы выдают приемлемый результат в течение 5 секунд.

На сегодняшний день фармацевтический рынок насыщен средствами индивидуального контроля уровня гликемии, глюкозурии и ацетонурии. Стало доступным определение этих показателей в домашних (максимально приближенных к повседневным) условиях с помощью тест-полосок и (в случае анализа капиллярной крови) глюкометров. Последние представлены двумя модификациями: «первенцы» для определения концентрации глюкозы в крови используют фотометрический метод; относительно недавно появились измерительные приборы, использующие электрохимический метод. Зрительный анализатор человека способен улавливать различия цветовых оттенков не хуже фотометра, поэтому использование визуальных тест-полосок даёт вполне приемлемые результаты (необходимо обследовать лицо с сахарным диабетом у окулиста с целью исключения аномалий цветовосприятия). Результаты измерений обычно сохраняются в памяти глюкометра, однако, для более точной интерпретации результатов рекомендуется вести «Дневник самоконтроля» — своеобразный журнал учёта и контроля.

## Дневник самоконтроля сахарного диабета
Существует великое множество разновидностей форм «Дневника самоконтроля». Приведём одну из них:
| Дата                                              | Понедельник | Вторник | Среда | Четверг | Пятница | Суббота | Воскресенье |
| ------------------------------------------------- | ----------- | ------- | ----- | ------- | ------- | ------- | ----------- |
| Гликемия (перед завтраком)                        |             |         |       |         |         |         |             |
| Глюкозурия (перед завтраком)                      |             |         |       |         |         |         |             |
| Ацетонурия (перед завтраком)                      |             |         |       |         |         |         |             |
| Доза NPH-инсулина перед завтраком, ЕД             |             |         |       |         |         |         |             |
| Доза инсулина короткого действия п/завтраком, ЕД  |             |         |       |         |         |         |             |
| Завтрак, ХЕ                                       |             |         |       |         |         |         |             |
| Гликемия через 2 часа:                            |             |         |       |         |         |         |             |
| 2-й завтрак, ХЕ                                   |             |         |       |         |         |         |             |
| Гликемия (перед обедом)                           |             |         |       |         |         |         |             |
| Глюкозурия (перед обедом)                         |             |         |       |         |         |         |             |
| Ацетонурия (перед обедом)                         |             |         |       |         |         |         |             |
| Доза инсулина короткого действия перед обедом, ЕД |             |         |       |         |         |         |             |
| Обед, ХЕ                                          |             |         |       |         |         |         |             |
| Гликемия через 2 часа:                            |             |         |       |         |         |         |             |
| Полдник, ХЕ                                       |             |         |       |         |         |         |             |
| Гликемия (перед ужином)                           |             |         |       |         |         |         |             |
| Глюкозурия (перед ужином)                         |             |         |       |         |         |         |             |
| Ацетонурия (перед ужином)                         |             |         |       |         |         |         |             |
| Доза инсулина короткого действия п/ужином, ЕД     |             |         |       |         |         |         |             |
| Ужин, ХЕ                                          |             |         |       |         |         |         |             |
| Гликемия через 2 часа:                            |             |         |       |         |         |         |             |
| Гликемия (перед сном)                             |             |         |       |         |         |         |             |
| Глюкозурия (перед сном)                           |             |         |       |         |         |         |             |
| Ацетонурия (перед сном)                           |             |         |       |         |         |         |             |
| Доза NPH-инсулина перед сном, ЕД                  |             |         |       |         |         |         |             |
| 2-й ужин, ХЕ                                      |             |         |       |         |         |         |             |
| Примечания:                                       |             |         |       |         |         |         |             |

- В графе «Примечания» отражается информация, „не нашедшая“ своей строки.

## Современные способы самоконтроля при диабете
Главным условием правильного самоконтроля является систематичность и фиксирование полученных данных для дальнейшего их изучения. Это связано в первую очередь с тем, что показатели глюкозы в крови зависят от времени проведения анализа – после еды или натощак. В современных условиях одним из лучших инструментов самоконтроля является смартфон и его программное обеспечение, т.е. приложения.

## Успех обучения
Успех обучения лиц с сахарным диабетом определяется:
- формированием мотивации у пациента и/или членов его семьи;
- использованием обратной связи;
- тренировкой
- повторением.

Мотивация — интерес и желание обучаться. Мотивацию можно пробудить — существенное влияние оказывает поведение обучающего при проведении занятия (как именно вовлекает в тренировку навыков самоконтроля, раздаёт карточки с вопросами, в какой манере объясняет новое, как учитывает в процессе занятия индивидуальные проблемы пациентов). Успех интенсивной инсулинотерапии во многом зависит от дисциплинированности пациента и его стремления бороться с болезнью. Поддержание мотивации требует больших усилий родственников, друзей пациента и медицинского персонала. Зачастую эта задача — самая трудная.
Обратная связь заключается в том, как обучающий реагирует на вопросы и ответы обучаемых. Пациенты всегда должны чётко понимать, являются ли их ответы правильными, наполовину правильными или совсем неверными. При этом реакция обучающего должна состоять не в констатации («да» или «нет»), но и в объяснении, почему ответ верен или не верен, а также включать элементы одобрения (положительная обратная связь) или коррекции неправильных ответов (отрицательная обратная связь). Разумеется, проведение занятий включает и непрерывный контроль за усвоением материала и достижением целей обучения.
Контроль необходим и для проверки правильности практических навыков (техники инъекций инсулина, самоконтроля обмена веществ, составления меню) и их коррекции. Каждое новое занятие начинается с повторения материала предыдущего.
Если студенты не достигают поставленных учебных целей, им можно не разрешить профессиональную практику. Однако нельзя запретить пациенту с сахарным диабетом, не усвоившему материалов занятия, оставаться пациентом… В распоряжении обучающего весьма ограниченное время для обучения лиц с сахарным диабетом. Кроме того, когда врач или медицинская сестра что-то говорит, это не означает, что пациент услышал сказанное → если пациент услышал сказанное, это не означает, что он правильно понял → если понял, это не означает, что он автоматически принял сказаное и согласился с ним → если же согласен с услышанным, он не обязательно соответственно изменит своё поведение → и даже если один раз правильно выполнит то, что ему рекомендовали, это не означает, что он постоянно будет применять это в повседенвной жизни.

## Оценка эффективности интенсивной инсулинотерапии и самоконтроля
- Врач должен регулярно проверять, насколько добросовестно пациент выполняет его рекомендации.
- Врач должен регулярно оценивать мотивацию пациента.
- Эффективность лечения в конечном счёте определяется тем, насколько удалось отсрочить осложнения инсулинозависимого сахарного диабета (нефропатию, ретинопатию, нейропатию). Скорость развития этих осложнений зависит в первую очередь от накопления гликозилированных белков. О накоплении таких белков невозможно судить по показателю среднего уровня глюкозы в крови. Поэтому самым надёжным показателем эффективности инсулинотерапии является уровень гликозилированного гемоглобина (HbA1C). Кроме того, уровень HbA1C пропорционален среднему уровню глюкозы в крови за предшествующие 2—3 месяца[3].

## Результаты обучения
В исследовании отдалённых результатов лечения случайной выборки лиц с сахарным диабетом 1 типа, которые проходили пятидневный цикл обучения в университетской клинике Дюссельдорфа (Германия), было доказано, что с помощью данной программы пациентам удалось достичь и длительно поддерживать значительно лучших показателей компенсации (HbA1C). Обученные пациенты гораздо реже нуждались в стационарном лечении, сократилась и общая продолжительность вре́менной нетрудоспособности. Проведенное исследование убедительным образом свидетельствует, что обучение пациентов улучшает качество их лечения и экономит большие средства. В настоящее время в Германии и за её пределами взята́ на вооружение программа пятидневного обучения лиц с сахарным диабетом, разработанная изначально в университетской клинике Женевы (доктор Ж.-Ф. Ассаль) и усовершенствованная группой университетской клиники Дюссельдорфа (проф. М. Бергер).